# Alejandro Castillo Tirado
Alejandro César Castillo Tirado (Santiago, 15 de abril de 1948) es un actor y director teatral chileno.
Estudió en la Escuela de Teatro de la Universidad de Chile. Posteriormente realizó estudios en el Conservatoire National Supérieur D'Art Dramatique y de Litterature Génèrale et Comparée en la Universidad de La Sorbonne, ambos en París, Francia.[cita requerida]
Fue miembro del Teatro Nuevo Popular y fundador de Teatro Joven (1974-1978).

## Filmografía

### Cine
- Mi último hombre de Tatiana Gaviola.
- Horcón, al sur de ninguna parte de Rodrigo Gonçalves.
- Kiltro de Ernesto Díaz.
- Mandrill de Ernesto Díaz.

### Televisión
| Año  | Título                | Papel                    | Canal       |
| ---- | --------------------- | ------------------------ | ----------- |
| 1975 | J. J. Juez            | Gonzalo                  | Canal 13    |
| 1981 | Amelia                | Padre Roberto            | Canal 13    |
| 1986 | Ángel malo            | Amadeo Rivera            | Canal 13    |
| 1987 | La Invitación         | Marco Costa              | Canal 13    |
| 1991 | Villa Nápoli          | Byron Trigal             | Canal 13    |
| 1992 | Trampas y caretas     | Marco Villagrán          | TVN         |
| 1993 | Jaque mate            | Sebastián Duval          | TVN         |
| 1994 | Rompe corazón         | Gabriel Quintero         | TVN         |
| 1995 | Estúpido cupido       | Alfonso Campino          | TVN         |
| 1996 | Sucupira              | Ramiro Portela           | TVN         |
| 1997 | Rossabella            | Aníbal Sánchez           | Mega        |
| 1998 | A todo dar            | Andrés Del Río / Tambito | Mega        |
| 1999 | Algo está cambiando   | Adrián Zúñiga            | Mega        |
| 2000 | Sabor a ti            | Rodolfo Cifuentes        | Canal 13    |
| 2003 | Machos                | Fanor Cruchaga           | Canal 13    |
| 2004 | Tentación             | Gonzalo Cifuentes        | Canal 13    |
| 2005 | Amor en tiempo record | Ambrosio Yávar           | TVN         |
| 2011 | Decibel 110           | Alfredo Alemparte        | Mega        |
| 2012 | La Sexóloga           | Antonio Aravena          | Chilevisión |

## Obras de teatro

### Como actor
Ha participado en más de 34 montajes profesionales en distintos teatros.
- "El Pastor Lobo" de Lope de Vega.
- "La vida es sueño" de Calderón.
- "El burgués gentilhombre" de Molière.
- "El Burlador de Sevilla" de Tirso de Molina.
- "Monogamia" de M.A. de la Parra.
- "Después de mi el diluvio" de Luïsa Cunillé
- "Los cristianos" de Lucas Hnath
- ”Un espejo” de Sam Holcroft
- "El Amor" de Carla Zuñiga

### Como director
Ha dirigido 23 montajes profesionales, destacando:
- "Edipo Rey" de Sófocles.
- "Casa de Muñecas" de Ibsen.
- "La noche de Madame Lucienne" de Copi.
- "Moscas Sobre el Mármol" de Luis Alberto Heiremans.
- "El Marinero" de Fernando Pessoa.
- "El mal de la muerte" de Marguerite Duras.
- "Pequeños Crímenes Conyugales" Éric-Emmanuel Schmitt.
- "Visitando al señor Green" Jeff Baron.
- "El Gran Regreso" de Serge Kribus.
- “Todas esas cosas maravillosas “ de Duncan Mc Millan
- “Ardiente Paciencia" de Antonio Skarmeta.
- “Coronacion" de José Pineda, a partir de la novela de José Donoso.
- “Últimos Remordimientos antes del Olvido” de Jean Luc Lagarce.
- “Después de mi el diluvio” de Lluïsa Cunillé.